# Alekovo (Silistra)
Alekovo (Bulgaars: Алеково) is een dorp in het noorden van Bulgarije. Het dorp valt onder het administratieve bestuur van de gemeente Alfatar in de oblast Silistra. Het dorp ligt hemelsbreed ongeveer 30 km ten zuidoosten van Silistra en 349 km ten noordoosten van Sofia. Het dichtstbijzijnde dorp is Bistra (2,67 km ten oosten).

## Geschiedenis
Het dorp werd voor het eerst vermeld in het Ottomaanse bevolkingsregisters van 1676. De plaats heette toentertijd Güller Köy (Гюллеркьой, 'dorp van rozen').
In 1890 werd in het dorp de eerste basisschool geopend en in 1910 het gemeenschapscentrum "Proboeda". In 1924 verkreeg het dorp de huidige naam Alekovo.

## Bevolking
Op 31 december 2019 telde het dorp 414 inwoners. Dit is een daling vergeleken met 486 inwoners in februari 2011, 1.508 inwoners in december 1946 en 1.333 inwoners in december 1934. Van de 486 inwoners in 2011 reageerden er 483 op de optionele volkstelling. Van deze 483 respondenten identificeerden 361 personen zich als etnische Bulgaren (74,7%), 114 personen als Roma (23,6%) en 8 personen waren ondefinieerbaar (1,7%).
| Etnische samenstelling van de respondenten (2011) | Etnische samenstelling van de respondenten (2011) | Etnische samenstelling van de respondenten (2011) | Etnische samenstelling van de respondenten (2011) | Etnische samenstelling van de respondenten (2011) |
| ------------------------------------------------- | ------------------------------------------------- | ------------------------------------------------- | ------------------------------------------------- | ------------------------------------------------- |
|                                                   |                                                   |                                                   |                                                   |                                                   |
| Bulgaren                                          | Bulgaren                                          |                                                   | 74,7%                                             | 74,7%                                             |
| Turken                                            | Turken                                            |                                                   | 0,0%                                              | 0,0%                                              |
| Roma                                              | Roma                                              |                                                   | 23,6%                                             | 23,6%                                             |
| Anders/Onbekend                                   | Anders/Onbekend                                   |                                                   | 1,7%                                              | 1,7%                                              |